# Toturbíkala
Toturbíkala (en rus: Тотурбийкала) és un poble de la república del Daguestan, a Rússia. Segons el cens del 2010 tenia 2.843 habitants.